# 連恩·蓋勒格
連恩·蓋勒格（英語：Liam Gallagher，1972年9月21日—），本名威廉·約翰·保羅·蓋勒格，英國歌手、音樂家、詞曲創作人，英國搖滾樂團綠洲合唱團及綠洲合唱團後續樂隊明眸樂團主唱。蓋勒格是1990年代英倫搖滾風潮的精神領袖之一，他放蕩不羈的行為舉止、出眾的演唱風格以及粗魯的態度，常是輿論評論的對象。他是英國現今樂壇最具指標性的人物之一。儘管他的哥哥諾爾·蓋勒格包辦了綠洲合唱團大部分的歌曲創作，連恩也有Songbird、I'm Outta Time等作品。
2009年8月蓋勒格兄弟鬧翻致使綠洲合唱團解散後，連恩表示他將持續與前綠洲團員甘姆·阿彻、安迪·貝爾、加上鼓手克里斯·夏洛克與鍵盤手傑·達林頓一起創作音樂。
2017年，連恩發布個人專輯《As You Were》。之後2019年連恩發布了第二張個人專輯《Why Me? Why Not》。兩張專輯均取得了巨大成功。
連恩是服裝品牌「Pretty Green」的創辦人。另外連恩还是英超球会曼城队的铁杆球迷。

## 外部連結
- 連恩·蓋勒格在互联网电影资料库（IMDb）上的資料（英文）
- 連恩·蓋勒格的X（前Twitter）